# Забелло, Михаил
Михаил Забелло (1760—1815) — военный и государственный деятель Великого княжества Литовского, генерал-лейтенант литовской армии, участник русско-польской войны 1792 года. Двоюродный брат Шимона и Юзефа Забелло.

## Биография
Представитель литовского шляхетского рода Забелло герба Топор.
Вначале Михаил Забелло служил во французской армии, затем в 1789 году вернулся на родину и перешёл на службу в литовскую армию. В том же 1789 году получил чин генерал-майора, в 1790 году был произведен в генерал-лейтенанты.
В 1788 году был избран послом от Инфлянтского воеводства на Четырёхлетний сейм (1788—1792), где выступал за проведение политических и социальных реформ, завоевал широкую популярность. 3 мая 1791 года поддержал принятие новой конституции Речи Посполитой.
В 1790-1792 годах генерал-лейтенант Михаил Забелло командовал 2-й литовской дивизией. Принял участие в русско-польской войне 1792 года. 23 июня 1792 года после отставки генерал-лейтенанта Юзефа Юдицкого Михаил Забелло был назначен польским королём Станиславом Понятовским командующим 1-й литовской дивизии и главнокомандующим литовских войск. Попытался исправить ошибки своего предшественника, но в июле потерпел ряд поражений и после отставки уехал в Вену, где вел разгульную жизнь.
В 1794 году после начала польского восстания под руководством Тадеуша Костюшко Михаил Забелло был заключен австрийцами в крепость Йозефштадт (Йозефов). В 1795 году был освобожден из заключения и проживал в Праге, находясь под надзором полиции.
В 1812 году Михаил Забелло присоединился к Генеральной конфедерации Королевства Польского.
В 1815 году Михаил Забелло скончался в бедности в чешском городе Теплице.